# Peter Nagel (sculpteur)
Pour les articles homonymes, voir Nagel.
Peter Nagel (né le 18 novembre 1963 à Soest) est un sculpteur allemand.

## Biographie

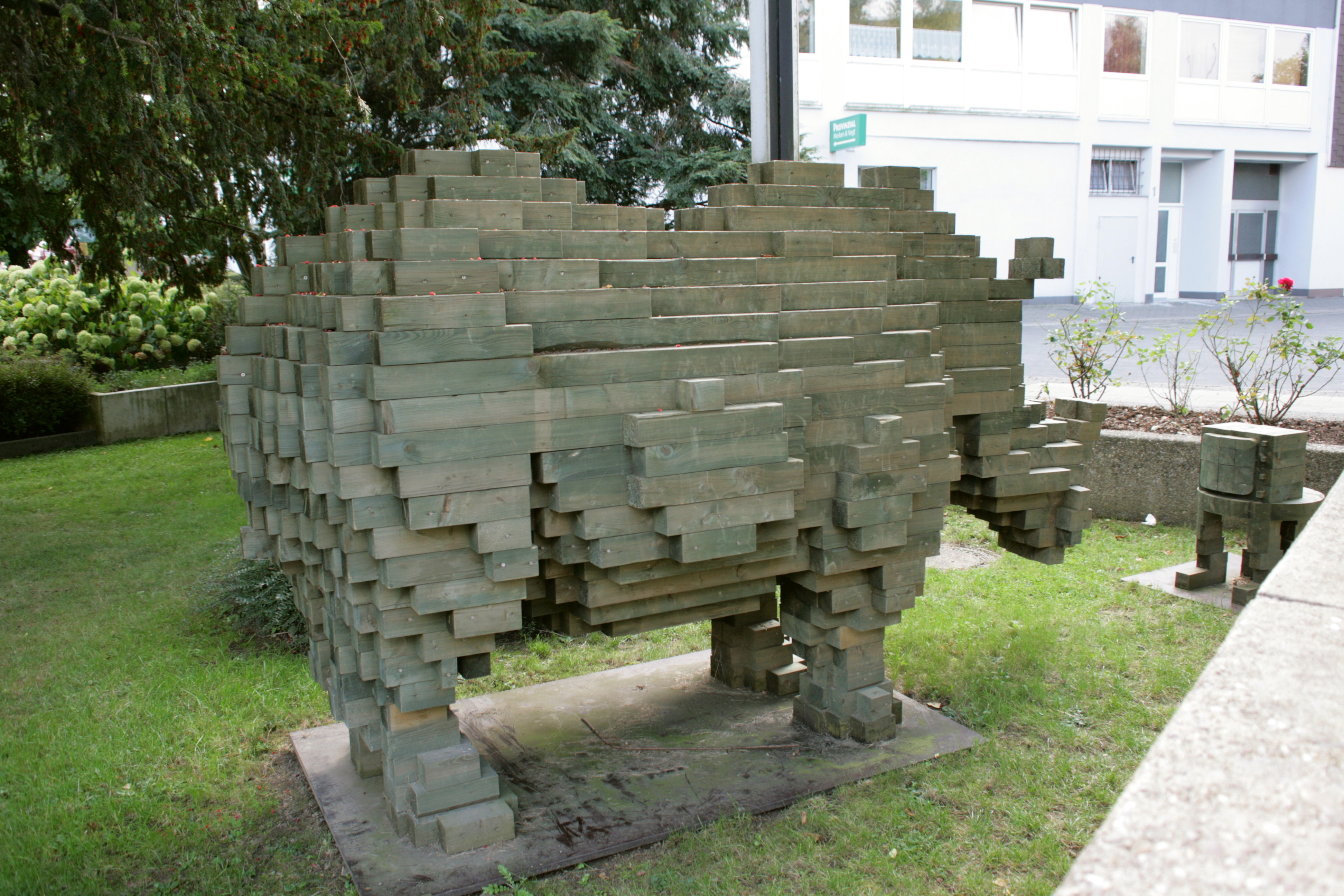
Endlich Feierabend, Rathausplatz, Gevelsberg.

Nagel grandit à Soest, où il a l'abitur en 1983. La même année, il commence à étudier la sculpture à l'académie des beaux-arts de Düsseldorf auprès de Tony Cragg et Alfonso Hüppi. En 1986, il reçoit le premier prix de la fondation Hedwig-et-Robert-Samuel, l'année suivante et en 1988 les bourses Ernst-Forberg et Bernhard-Hoetger de l'académie des beaux-arts de Düsseldorf. En 1993, il reçoit une bourse de la DAAD pour aller aux États-Unis et un prix à l'Art Cologne par la Carla Stützer Gallery.